# 金坑儒林郎第
金坑儒林郎第，位于中国福建省邵武市金坑乡金坑村，坐西北朝东南，由居中的主座和左侧小花园组成，总面阔22.37米。主座单进合院式，由门楼（内带门厅）、主厅、春亭组成，占地面积352.34平方米。宅第外部围以高大的“一”字迭落式封火山墙，立面门楼砖雕精巧细致，檐下彩绘生动鲜丽；宅第内部布局合理，挑檐、雀替、隔架斗拱及隔扇、花窗等造型精美。2009年11月16日公布为第七批福建省文物保护单位。